# Санта Марија дел Кастело (Напуљ)
Санта Марија дел Кастело је насеље у Италији у округу Напуљ, региону Кампанија.
Према процени из 2011. у насељу је живело 59 становника. Насеље се налази на надморској висини од 669 м.